# Ornitholithe
Un ornitholithe est un débris (reste) de fossile d'oiseau.  

## Étymologie
Le terme « ornitholithe »,,,, provient du grec ancien ὄρνις, ὄρνιθος, órnis, órnithos, « oiseau », et λίθος, líthos, « pierre ».

## Origine
Linné a créé le genre d'oiseaux fossiles Ornitholithus en 1768, mais la première utilisation du terme « ornitholithe » en français se trouve en 1777 chez François Rozier : « Le zoolite d'oiseau ou ornitholithe est la pétrification des oiseaux. ». Rozier parle également d'ornitholithe de plume et de nid.
Le terme est repris en anglais au XIXe siècle par Amos Eaton.

### Ouvrages
- François Rozier, Introduction aux observations sur la physique, sur l'histoire naturelle et sur les arts, t. 2, Paris, Le Jay, Barrois, 1771-1772 (lire en ligne), p. 546.
- (la) Carl von Linné, Systema naturae, vol. 3, 12e édition, 1768, p. 157.